# Nati nel 1988/Gennaio
| Questa pagina contiene informazioni ricavate automaticamente dalle voci biografiche con l'ausilio del template Bio e di un bot. L'aggiornamento è periodico e automatico e ricostruisce completamente la pagina. Se manca una persona in questa lista, sei pregato di non aggiungerla, ma accertati piuttosto che la sua voce biografica contenga il template Bio e che i dati anagrafici siano correttamente compilati. Se il template Bio manca, inseriscilo tu stesso o, in alternativa, metti l'avviso {{tmp\|Bio}} che ne segnala la mancanza. Se i dati riportati sono sbagliati, correggi direttamente la voce biografica; le modifiche saranno visibili in questa lista entro pochi giorni. Per chiarimenti vedi il progetto biografie. La lista contiene solo le 580 persone che sono citate nell'enciclopedia e per le quali è stato implementato correttamente il template Bio. Pagina aggiornata al 10 ago 2025. |

- 1º gennaio - Víctor Ayala, calciatore paraguaiano
- 1º gennaio - Christina Bauer, pallavolista francese
- 1º gennaio - Zach Clayton, ex giocatore di football americano statunitense
- 1º gennaio - Dallas Keuchel, giocatore di baseball statunitense
- 1º gennaio - Zouheir Dhaouadi, ex calciatore tunisino
- 1º gennaio - Mohamed El-Gabbas, calciatore egiziano
- 1º gennaio - Alija Garaeva, ex ginnasta russa
- 1º gennaio - Marcel Gecov, ex calciatore ceco
- 1º gennaio - Saori Hara, attrice, attrice pornografica e cantante giapponese
- 1º gennaio - Tjipekapora Herunga, velocista namibiana
- 1º gennaio - Moussa Hirir, calciatore gibutiano
- 1º gennaio - Alex Howes, ex ciclista su strada statunitense
- 1º gennaio - Ahmet İlhan Özek, calciatore turco
- 1º gennaio - Ghazala Javed, cantante pakistana († 2012)
- 1º gennaio - Kadir Keleş, calciatore turco
- 1º gennaio - Cristian Martínez Borja, calciatore colombiano
- 1º gennaio - Kenrick Monk, ex nuotatore australiano
- 1º gennaio - Julija Mordovec, modella ucraina
- 1º gennaio - Nélson Barbosa Conceição, calciatore brasiliano
- 1º gennaio - Nemanja Nikolić, ex calciatore montenegrino
- 1º gennaio - Tañat Nöserbayev, ex calciatore kazako
- 1º gennaio - Onur Kıvrak, ex calciatore turco
- 1º gennaio - D'Aundre Reed, ex giocatore di football americano statunitense
- 1º gennaio - Janne Ryynänen, ex combinatista nordico finlandese
- 1º gennaio - Romain Sicard, ex ciclista su strada e pistard francese
- 1º gennaio - Lasse Staw, ex calciatore norvegese
- 1º gennaio - Assimiou Touré, ex calciatore togolese
- 1º gennaio - Fernando Uribe, calciatore colombiano
- 1º gennaio - Kendall Waston, calciatore costaricano
- 1º gennaio - Toea Wisil, velocista papuana
- 1º gennaio - Anıl Çelik, attore e produttore cinematografico turco
- 2 gennaio - Julian Baumgartlinger, ex calciatore austriaco
- 2 gennaio - Gery Bavetta, thaiboxer e kickboxer italiano
- 2 gennaio - Morten Beck Guldsmed, ex calciatore danese
- 2 gennaio - Sebastián Britos, calciatore uruguaiano
- 2 gennaio - Germán Cano, calciatore argentino
- 2 gennaio - Pablo Chavarría, calciatore argentino
- 2 gennaio - Jean Coral, ex calciatore brasiliano
- 2 gennaio - Julien Cétout, ex calciatore francese
- 2 gennaio - Zhuldyz Eshimova, lottatrice kazaka
- 2 gennaio - Cesare Gradi, pallavolista italiano
- 2 gennaio - Luke Harangody, ex cestista statunitense
- 2 gennaio - Oleh Holodjuk, allenatore di calcio e ex calciatore ucraino
- 2 gennaio - Peter Jánošík, calciatore slovacco
- 2 gennaio - Pavla Klicnarová, ex sciatrice alpina ceca
- 2 gennaio - Nadia Nadim, calciatrice afghana
- 2 gennaio - Andrea Pasqualon, ciclista su strada italiano
- 2 gennaio - Mads Reginiussen, calciatore norvegese
- 2 gennaio - Pavlo Rozlač, militare ucraino
- 2 gennaio - Kelvin Sheppard, ex giocatore di football americano e allenatore di football americano statunitense
- 2 gennaio - Yūsuke Suzuki, marciatore giapponese
- 2 gennaio - Jimmy Tuivaiti, rugbista a 15 neozelandese
- 2 gennaio - Wanderson Cristaldo Farias, calciatore brasiliano
- 3 gennaio - Rino Anto, calciatore indiano
- 3 gennaio - Ikechi Anya, ex calciatore scozzese
- 3 gennaio - Jun Aoyama, ex calciatore giapponese
- 3 gennaio - Martin Baran, calciatore slovacco
- 3 gennaio - Alessandro Ciarrocchi, ex calciatore svizzero
- 3 gennaio - Jonny Evans, dirigente sportivo e ex calciatore nordirlandese
- 3 gennaio - Karl Glusman, attore statunitense
- 3 gennaio - Maximiliano Gómez, calciatore argentino
- 3 gennaio - Arda Kardeşler, arbitro di calcio turco
- 3 gennaio - Patrece Liburd, ex calciatore nevisiano
- 3 gennaio - Carles Martínez, allenatore di calcio e ex calciatore spagnolo
- 3 gennaio - Christos Mastrou, ex calciatore cipriota
- 3 gennaio - Christopher Nöthe, ex calciatore tedesco
- 3 gennaio - Yoandir Puga, calciatore cubano
- 3 gennaio - Brittany Reimer, nuotatrice canadese
- 3 gennaio - Govin Singh, ex calciatore indiano
- 3 gennaio - Dario Vangeli, ex pugile italiano
- 3 gennaio - Silvio Zanotelli, giocatore di curling italiano
- 4 gennaio - Anestīs Argyriou, ex calciatore greco
- 4 gennaio - Sandro Boner, ex sciatore alpino svizzero
- 4 gennaio - Goran Drmić, ex calciatore bosniaco
- 4 gennaio - Elin Eldebrink, cestista svedese
- 4 gennaio - Frida Eldebrink, cestista svedese
- 4 gennaio - Oona Kauste, giocatrice di curling finlandese
- 4 gennaio - Artur Litvinčuk, canoista bielorusso
- 4 gennaio - Daniel Nordmark, ex calciatore svedese
- 4 gennaio - Maksym Pašajev, calciatore ucraino († 2008)
- 4 gennaio - Pavlo Pašajev, ex calciatore ucraino
- 4 gennaio - Carlotta Tesconi, attrice italiana
- 4 gennaio - Pedro Trigueira, calciatore portoghese
- 4 gennaio - João Pinheiro, arbitro di calcio portoghese
- 4 gennaio - Júlio César de Paula Muniz Júnior, ex calciatore brasiliano
- 5 gennaio - Juan Antonio, ex calciatore argentino
- 5 gennaio - Azizulhasni Awang, pistard malaysiano
- 5 gennaio - Baba Diawara, ex calciatore senegalese
- 5 gennaio - Luke Daniels, ex calciatore inglese
- 5 gennaio - Ion Echaide, ex calciatore spagnolo
- 5 gennaio - Ziya Erdal, calciatore turco
- 5 gennaio - Yago Fernández, ex calciatore portoghese
- 5 gennaio - Mandip Gill, attrice britannica
- 5 gennaio - Darrin Govens, cestista statunitense
- 5 gennaio - Nikola Kalinić, dirigente sportivo e ex calciatore croato
- 5 gennaio - Sergej Karjakin, pentatleta russo
- 5 gennaio - Carlos Silveira da Graça, ex calciatore capoverdiano
- 5 gennaio - Moses Lamidi, ex calciatore tedesco
- 5 gennaio - Douglas Lima, artista marziale misto brasiliano
- 5 gennaio - Eddie Läck, hockeista su ghiaccio svedese
- 5 gennaio - Miroslav Raduljica, cestista serbo
- 5 gennaio - Alba Ribas, attrice spagnola
- 5 gennaio - Bruno Rosetti, canottiere italiano
- 5 gennaio - Andrea Segnalini, ex pallavolista italiano
- 5 gennaio - Lewis Stevenson, calciatore scozzese
- 5 gennaio - Tremaine Stewart, calciatore giamaicano († 2021)
- 5 gennaio - Jonathan Tehau, calciatore francese
- 5 gennaio - Marvin Torvic, calciatore francese
- 5 gennaio - Javi Vega, cestista spagnolo
- 5 gennaio - Dirceu Wiggers de Oliveira Filho, calciatore brasiliano
- 5 gennaio - Yang Yansheng, ex astista cinese
- 5 gennaio - Mario de Luna, calciatore messicano
- 5 gennaio - Anna Łukasiak, lottatrice polacca
- 6 gennaio - Juan Alberto Aguilar, ex cestista spagnolo
- 6 gennaio - Davron Askarov, ex calciatore kirghiso
- 6 gennaio - Aram Bareġamyan, allenatore di calcio e ex calciatore armeno
- 6 gennaio - Marco Benfatto, ex ciclista su strada italiano
- 6 gennaio - Ivan Castiglia, ex calciatore italiano
- 6 gennaio - Daniel Davari, calciatore tedesco
- 6 gennaio - Artyom Filiposyan, ex calciatore uzbeko
- 6 gennaio - Andrea Galliani, pallavolista italiano
- 6 gennaio - Irina Gumenjuk, triplista russa
- 6 gennaio - Arnette Hallman, cestista portoghese
- 6 gennaio - Jefferson Andrade Siqueira, calciatore brasiliano
- 6 gennaio - Nick Murphy, ex cestista statunitense
- 6 gennaio - Ryūmo Ono, cestista giapponese
- 6 gennaio - Mohamed Oulhaj, calciatore marocchino
- 6 gennaio - Orville Peck, cantante e polistrumentista sudafricano
- 6 gennaio - Patrick Phungwayo, ex calciatore sudafricano
- 6 gennaio - Dmitrij Prudnikov, giocatore di calcio a 5 russo
- 6 gennaio - Jahor Sjamënaŭ, calciatore bielorusso
- 6 gennaio - Ionuț Stoica, calciatore rumeno
- 7 gennaio - Haley Bennett, attrice e cantante statunitense
- 7 gennaio - Chimdi Chekwa, giocatore di football americano statunitense
- 7 gennaio - Duane Da Rocha, nuotatrice brasiliana
- 7 gennaio - Antonio De Paola, pallavolista italiano
- 7 gennaio - Alessandro Fabian, triatleta italiano
- 7 gennaio - Carlotta Filippi, arbitro di calcio a 5 e ex calciatrice italiana
- 7 gennaio - Daniel Halfar, allenatore di calcio e ex calciatore tedesco
- 7 gennaio - Hardwell, disc jockey, produttore discografico e conduttore radiofonico olandese
- 7 gennaio - Marleen van Iersel, giocatrice di beach volley olandese
- 7 gennaio - Lim Ju-eun, attrice sudcoreana
- 7 gennaio - Luigi Miracco, schermidore italiano
- 7 gennaio - Patricia Moreno, ex ginnasta spagnola
- 7 gennaio - Sergei Mošnikov, ex calciatore estone
- 7 gennaio - Alejandro Nieto, rugbista a 15 uruguaiano
- 7 gennaio - Fernando Bob, ex calciatore brasiliano
- 7 gennaio - Robert Sheehan, attore irlandese
- 7 gennaio - Anthony Woodson, ex giocatore di football americano canadese
- 7 gennaio - Bruno Alexandre da Silva, giocatore di calcio a 5 e allenatore di calcio a 5 brasiliano
- 8 gennaio - Joel Amoroso, calciatore argentino
- 8 gennaio - Daniel Chávez, calciatore peruviano
- 8 gennaio - Christophe Diedhiou, calciatore senegalese
- 8 gennaio - Luigi Gobbi, pallanuotista italiano
- 8 gennaio - Allison Harvard, modella statunitense
- 8 gennaio - Vitalij Hoškoderja, calciatore ucraino
- 8 gennaio - Katja Jazbec, ex sciatrice alpina slovena
- 8 gennaio - Andreas Katz, fondista tedesco
- 8 gennaio - Jirès Kembo Ekoko, ex calciatore della Repubblica Democratica del Congo
- 8 gennaio - Dani Kiki, ex calciatore bulgaro
- 8 gennaio - Raphaël Liégeois, astronauta belga
- 8 gennaio - Adrián López Álvarez, allenatore di calcio e ex calciatore spagnolo
- 8 gennaio - Michael Mancienne, ex calciatore inglese
- 8 gennaio - Lasse Nielsen, calciatore danese
- 8 gennaio - Jean Carlos Solórzano, calciatore costaricano
- 8 gennaio - Alex Tyus, cestista statunitense
- 8 gennaio - Artur Valikaev, ex calciatore russo
- 8 gennaio - Luis Vargas Archila, calciatore venezuelano
- 8 gennaio - Eric Vásquez, calciatore panamense
- 8 gennaio - Mahir Yousef Bakur, calciatore qatariota
- 9 gennaio - Marc Crosas, ex calciatore spagnolo
- 9 gennaio - Benjamin Dahl Hagen, calciatore norvegese
- 9 gennaio - Miguel Gerlero, cestista argentino
- 9 gennaio - Viktoryja Hasper, cestista bielorussa
- 9 gennaio - Mladen Jeremić, cestista serbo
- 9 gennaio - Ko Myong-jin, calciatore sudcoreano
- 9 gennaio - Laura Basuki, attrice e modella indonesiana
- 9 gennaio - Viktor Láznička, scacchista ceco
- 9 gennaio - Michael Lumb, calciatore danese
- 9 gennaio - Caitlin McGee, attrice e scenografa statunitense
- 9 gennaio - Carlos Peña, cantante e compositore guatemalteco
- 9 gennaio - Hans Podlipnik-Castillo, ex tennista cileno
- 9 gennaio - Andre Roberts, giocatore di football americano statunitense
- 9 gennaio - Ekaterina Vaganova, ballerina e insegnante russa
- 10 gennaio - Anderson Bamba, ex calciatore brasiliano
- 10 gennaio - Raffaella Brutto, ex snowboarder italiana
- 10 gennaio - Rhett Ellison, ex giocatore di football americano statunitense
- 10 gennaio - Logan Emory, ex calciatore statunitense
- 10 gennaio - Felipe Garcia dos Prazeres, calciatore brasiliano
- 10 gennaio - Sehryne Hennaoui, pallavolista algerina
- 10 gennaio - Isabelle Härle, ex nuotatrice tedesca
- 10 gennaio - Wycliff Kambonde, calciatore namibiano
- 10 gennaio - Jacek Kiełb, ex calciatore polacco
- 10 gennaio - Leonard Komon, mezzofondista e maratoneta keniota
- 10 gennaio - Marvin Martin, ex calciatore francese
- 10 gennaio - Peter Meijer, politico, imprenditore e ex militare statunitense
- 10 gennaio - Daniel Morandin, pattinatore artistico a rotelle italiano
- 10 gennaio - Maximilian Munski, canottiere tedesco
- 10 gennaio - Maxime Praz, giocatore di football americano svizzero
- 10 gennaio - Nurmakhan Tynaliyev, lottatore kazako
- 10 gennaio - Reisangmei Vashum, calciatore e allenatore di calcio indiano
- 11 gennaio - Aislan, calciatore brasiliano
- 11 gennaio - Chen Xiaodong, schermitrice cinese
- 11 gennaio - Jordan Devey, giocatore di football americano statunitense
- 11 gennaio - LunchMoney Lewis, cantautore, rapper e paroliere statunitense
- 11 gennaio - Álex López, ex calciatore spagnolo
- 11 gennaio - Cameron Meyer, ex pistard e ex ciclista su strada australiano
- 11 gennaio - Oliver Oakes, ex pilota automobilistico britannico
- 11 gennaio - Manuel Onwu, ex calciatore spagnolo
- 11 gennaio - Epiphanny Prince, ex cestista statunitense
- 11 gennaio - Guillermo Romero, pallavolista messicano
- 11 gennaio - Josh Schneider, nuotatore statunitense
- 11 gennaio - Yuzo Takamido, ex pattinatore di short track giapponese
- 11 gennaio - Rayzamshah Wan Sofian, ostacolista malaysiano
- 11 gennaio - Wang Yimei, pallavolista cinese
- 11 gennaio - O'Brian Woodbine, ex calciatore giamaicano
- 12 gennaio - Chris Casement, calciatore nordirlandese
- 12 gennaio - Marco Colombo, naturalista e fotografo italiano
- 12 gennaio - Papy Djilobodji, calciatore senegalese
- 12 gennaio - Jakub Dohnálek, calciatore ceco
- 12 gennaio - Douglas, calciatore brasiliano
- 12 gennaio - Claude Giroux, hockeista su ghiaccio canadese
- 12 gennaio - Lewis Grabban, ex calciatore giamaicano
- 12 gennaio - Enrique López Delgado, calciatore spagnolo
- 12 gennaio - Slobodan Lakičević, ex calciatore montenegrino
- 12 gennaio - Andrew Lawrence, attore e regista statunitense
- 12 gennaio - Emmanuel Lewis, ex giocatore di football americano e allenatore di football americano statunitense
- 12 gennaio - Anaïs Michel, sollevatrice francese
- 12 gennaio - Joseph Namariau, calciatore vanuatuano
- 12 gennaio - Giacomo Ninfa, ex pallanuotista italiano
- 12 gennaio - Víctor Pérez Alonso, ex calciatore spagnolo
- 12 gennaio - Romi Rain, attrice pornografica e imprenditrice statunitense
- 12 gennaio - Holder da Silva, velocista guineense
- 12 gennaio - Peter Štepanovský, calciatore slovacco
- 12 gennaio - Marco Torsiglieri, ex calciatore argentino
- 12 gennaio - Xiong Jingnan, artista marziale mista cinese
- 12 gennaio - Ytalo José Oliveira dos Santos, calciatore brasiliano
- 12 gennaio - Héctor Yuste, calciatore spagnolo
- 13 gennaio - Caroline Abbé, ex calciatrice svizzera
- 13 gennaio - Yannick Boli, ex calciatore francese
- 13 gennaio - Abraham Carreño, ex calciatore messicano
- 13 gennaio - Josh Freeman, ex giocatore di football americano statunitense
- 13 gennaio - Petr Frydrych, giavellottista ceco
- 13 gennaio - Lucas García, ex calciatore argentino
- 13 gennaio - Georgie Gent, ex tennista britannica
- 13 gennaio - Jørn André Hugdal, giocatore di calcio a 5, calciatore e allenatore di calcio norvegese
- 13 gennaio - Magnus Lekven, ex calciatore norvegese
- 13 gennaio - Laura López, pallanuotista spagnola
- 13 gennaio - Jonathan Midol, ex sciatore freestyle e sciatore alpino francese
- 13 gennaio - Kazushi Mitsuhira, calciatore giapponese
- 13 gennaio - Porsha Phillips, ex cestista statunitense
- 13 gennaio - Tomás Rincón, calciatore venezuelano
- 13 gennaio - Artjoms Rudņevs, ex calciatore lettone
- 13 gennaio - Kelli Stack, hockeista su ghiaccio statunitense
- 13 gennaio - Dmitrij Sysuev, calciatore russo
- 13 gennaio - Taison, calciatore brasiliano
- 13 gennaio - Tiago Terroso, ex calciatore portoghese
- 13 gennaio - Jiaqi Zheng, tennistavolista statunitense
- 14 gennaio - Kacey Barnfield, attrice e modella britannica
- 14 gennaio - Ruben Bemelmans, allenatore di tennis e ex tennista belga
- 14 gennaio - Berta Betanzos, velista spagnola
- 14 gennaio - Marine Bolliet, biatleta francese
- 14 gennaio - Eyvind Brynildsen, pilota di rally norvegese
- 14 gennaio - Maor Buzaglo, ex calciatore israeliano
- 14 gennaio - Claire Calvert, ballerina inglese
- 14 gennaio - Héverton Cardoso da Silva, calciatore brasiliano
- 14 gennaio - José Casado, ex calciatore spagnolo
- 14 gennaio - Ross Chisholm, ex calciatore scozzese
- 14 gennaio - Nisrine Dinar, ex astista marocchina
- 14 gennaio - Vyaçeslav Érbes, calciatore kazako
- 14 gennaio - Victor Ferraz, calciatore brasiliano
- 14 gennaio - Daniel Gbaguidi, ex calciatore beninese
- 14 gennaio - Jonne Hjelm, ex calciatore finlandese
- 14 gennaio - Jordy, cantante francese
- 14 gennaio - Kim Hye-seong, attore e modello sudcoreano
- 14 gennaio - Federico Laens, ex calciatore uruguaiano
- 14 gennaio - Thomas Longosiwa, mezzofondista keniota
- 14 gennaio - Yoann Maestri, rugbista a 15 francese
- 14 gennaio - Hakeem Nicks, ex giocatore di football americano statunitense
- 14 gennaio - Diarmuid Noyes, attore irlandese
- 14 gennaio - Irina Risenson, ginnasta israeliana
- 14 gennaio - Håkon Skogseid, ex calciatore norvegese
- 14 gennaio - Hugo Ventura, ex calciatore portoghese
- 14 gennaio - Kamil Wilczek, ex calciatore polacco
- 15 gennaio - Darwin Atapuma, ex ciclista su strada colombiano
- 15 gennaio - Daniel Caligiuri, ex calciatore tedesco
- 15 gennaio - Tamás Cseri, calciatore ungherese
- 15 gennaio - Murat Duruer, allenatore di calcio e ex calciatore turco
- 15 gennaio - Gavin Edwards, cestista statunitense
- 15 gennaio - Aleksandr Gucaljuk, pallavolista russo
- 15 gennaio - Eddie Hall, strongman britannico
- 15 gennaio - Agnieszka Jerzyk, triatleta polacca
- 15 gennaio - Jun. K, cantante, cantautore e produttore discografico sudcoreano
- 15 gennaio - Pablo Lacoste, calciatore uruguaiano
- 15 gennaio - Sebastian Langkamp, ex calciatore tedesco
- 15 gennaio - Travis Lewis, giocatore di football americano statunitense
- 15 gennaio - Enco Malindi, ex calciatore albanese
- 15 gennaio - Matías Masiero, ex calciatore uruguaiano
- 15 gennaio - Skrillex, disc jockey, musicista e cantante statunitense
- 15 gennaio - John Jairo Mosquera, ex calciatore colombiano
- 15 gennaio - Anatole Ngamukol, ex calciatore francese
- 15 gennaio - Caner Osmanpaşa, calciatore turco
- 15 gennaio - Aija Putniņa, cestista lettone
- 15 gennaio - Donald Sloan, cestista statunitense
- 15 gennaio - Édgar Sosa, cestista statunitense
- 15 gennaio - Ezequiel Videla, allenatore di calcio e ex calciatore argentino
- 15 gennaio - Steven Williams, snowboarder argentino
- 15 gennaio - Artëm Zabelin, cestista russo
- 15 gennaio - Temertas Zhussupov, pugile kazako
- 16 gennaio - FKA twigs, cantautrice, musicista e ballerina britannica
- 16 gennaio - Nicklas Bendtner, ex calciatore danese
- 16 gennaio - Romina Ciappina, ex cestista belga
- 16 gennaio - Abdoulaye Diakhaté, calciatore senegalese
- 16 gennaio - Melanie Fronckowiak, cantante e attrice brasiliana
- 16 gennaio - Iñaki Gómez, ex marciatore canadese
- 16 gennaio - Amber Harris, ex cestista statunitense
- 16 gennaio - Vinícius Hess, calciatore brasiliano
- 16 gennaio - Vicente Iborra, ex calciatore spagnolo
- 16 gennaio - Li Xiaoxia, tennistavolista cinese
- 16 gennaio - Casey Mitchell, ex cestista statunitense
- 16 gennaio - Mike Morgan, ex giocatore di football americano statunitense
- 16 gennaio - Edoardo Munzone, schermidore italiano
- 16 gennaio - Vincent Nogueira, allenatore di calcio e ex calciatore francese
- 16 gennaio - Francisco Piña, calciatore cileno
- 16 gennaio - Justin Rogers, ex giocatore di football americano statunitense
- 16 gennaio - Michail Sivakoŭ, calciatore bielorusso
- 16 gennaio - Jorge Torres Nilo, ex calciatore messicano
- 16 gennaio - Mathias Unkuri, ex calciatore svedese
- 16 gennaio - Selin Yeninci, attrice turca
- 17 gennaio - Andrea Antonelli, pilota motociclistico italiano († 2013)
- 17 gennaio - Vladimir Boljević, calciatore montenegrino
- 17 gennaio - Matt Bouldin, ex cestista statunitense
- 17 gennaio - Earl Clark, cestista statunitense
- 17 gennaio - Posuka Demizu, fumettista, illustratrice e designer giapponese
- 17 gennaio - Mike Di Meglio, pilota motociclistico francese
- 17 gennaio - Will Genia, rugbista a 15 australiano
- 17 gennaio - Gonzalo Godoy, calciatore uruguaiano
- 17 gennaio - Héctor Moreno, calciatore messicano
- 17 gennaio - Mykola Morozjuk, ex calciatore ucraino
- 17 gennaio - Geovanny Nazareno, calciatore ecuadoriano
- 17 gennaio - Waheed Oseni, ex calciatore nigeriano
- 17 gennaio - Albert Ramos Viñolas, tennista spagnolo
- 17 gennaio - Trevor Reilly, ex giocatore di football americano statunitense
- 17 gennaio - Margarita Sidorenko, arciera russa
- 17 gennaio - Nick Soolsma, ex calciatore olandese
- 17 gennaio - Abdou Traoré, calciatore maliano
- 17 gennaio - Gabi Tóth, cantante ungherese
- 18 gennaio - Abdullah Al Shamali, calciatore kuwaitiano
- 18 gennaio - Yllka Berisha, modella e cantante kosovara
- 18 gennaio - Carlos Roberto Borja Baltazar, ex calciatore statunitense
- 18 gennaio - Ironik, musicista, disc jockey e rapper britannico
- 18 gennaio - Ebinho, ex calciatore brasiliano
- 18 gennaio - Orfeo Ferretti, giocatore di football americano svizzero
- 18 gennaio - Jacob Fortune-Lloyd, attore britannico
- 18 gennaio - Michael Georgiou, giocatore di snooker inglese
- 18 gennaio - João Gonçalves, ex calciatore portoghese
- 18 gennaio - Alex Johnson, ex cestista canadese
- 18 gennaio - Angelique Kerber, ex tennista tedesca
- 18 gennaio - Anastasios Kissas, calciatore cipriota
- 18 gennaio - Ashleigh Murray, attrice statunitense
- 18 gennaio - Michael Palmer, ex giocatore di football americano statunitense
- 18 gennaio - Iñigo Pérez, allenatore di calcio e ex calciatore spagnolo
- 18 gennaio - Boy van Poppel, ex ciclista su strada e ex ciclocrossista olandese
- 18 gennaio - Tujamo, disc jockey e produttore discografico tedesco
- 18 gennaio - Pavel Shakirov, giocatore di calcio a 5 kazako
- 18 gennaio - Ovini Uera, judoka nauruano
- 18 gennaio - Wang Yihan, giocatrice di badminton cinese
- 19 gennaio - Francisco Acuña, calciatore messicano
- 19 gennaio - Oliver Beeck, ex giocatore di football americano tedesco
- 19 gennaio - Tyler Breeze, wrestler canadese
- 19 gennaio - Aleksandrs Cauņa, ex calciatore lettone
- 19 gennaio - Danny Haynes, ex calciatore inglese
- 19 gennaio - Gergő Kis, nuotatore ungherese
- 19 gennaio - Jackson Mabokgwane, calciatore sudafricano
- 19 gennaio - JaVale McGee, cestista statunitense
- 19 gennaio - Sean McMonagle, ex hockeista su ghiaccio canadese
- 19 gennaio - Paolo Pangrazzi, ex sciatore alpino italiano
- 19 gennaio - Hagen Patscheider, ex sciatore alpino italiano
- 19 gennaio - Arghus Soares Bordignon, calciatore brasiliano
- 19 gennaio - Thomas Stenström, cantante svedese
- 19 gennaio - Seppe Van Holsbeke, schermidore belga
- 19 gennaio - Aleksej Vorob'ëv, cantante, attore e ballerino russo
- 19 gennaio - Wardlow, wrestler statunitense
- 19 gennaio - Korrakot Wiriyaudomsiri, calciatore thailandese
- 19 gennaio - Yūsuke Yamamoto, attore giapponese
- 19 gennaio - Sandra Žigić, calciatrice croata
- 20 gennaio - Ali Afif, calciatore qatariota
- 20 gennaio - Mahmoud Al-Youssef, calciatore siriano
- 20 gennaio - Corey Allmond, ex cestista statunitense
- 20 gennaio - Rushlee Buchanan, ex pistard e ciclista su strada neozelandese
- 20 gennaio - Wellington Coco, giocatore di calcio a 5 brasiliano
- 20 gennaio - Bernabe Concepcion, pugile filippino
- 20 gennaio - Emanuel Cook, giocatore di football americano statunitense
- 20 gennaio - Elderson Echiéjilé, ex calciatore nigeriano
- 20 gennaio - Felipe Menezes, calciatore brasiliano
- 20 gennaio - Wesley Fofana, rugbista a 15 francese
- 20 gennaio - Jeffrén Suárez, ex calciatore venezuelano
- 20 gennaio - Steven Lennon, ex calciatore scozzese
- 20 gennaio - Geoffrey Malfleury, calciatore francese
- 20 gennaio - Evan Mariano, calciatore beliziano
- 20 gennaio - Juan Carlos Martín Corral, calciatore spagnolo
- 20 gennaio - Kaarle McCulloch, pistard australiana
- 20 gennaio - Isariya Patharamanop, cantante, attore televisivo e ballerino thailandese
- 20 gennaio - Tom Schütz, calciatore tedesco
- 20 gennaio - Ivan Serheev, tennista ucraino
- 20 gennaio - Tan Jian, discobola cinese
- 20 gennaio - Mahmut Tekdemir, calciatore turco
- 20 gennaio - Francesco Turbanti, attore e sceneggiatore italiano
- 20 gennaio - Wang Jiao, lottatrice cinese
- 20 gennaio - Nicola White, hockeista su prato britannica
- 20 gennaio - Levan Zhorzholiani, judoka georgiano
- 21 gennaio - Morhad Amdouni, mezzofondista e maratoneta francese
- 21 gennaio - Juryj Astravuch, ex calciatore bielorusso
- 21 gennaio - Lorenzo Bonetti, ex pallavolista italiano
- 21 gennaio - Jocelyn Charette, ex calciatrice statunitense
- 21 gennaio - Ashton Eaton, ex multiplista statunitense
- 21 gennaio - Rolands Freimanis, cestista lettone
- 21 gennaio - Vanessa Hessler, attrice e modella italiana
- 21 gennaio - Aleksandar Lazevski, calciatore macedone
- 21 gennaio - Ángel Mena, calciatore ecuadoriano
- 21 gennaio - Jessica Migliorini, calciatrice italiana
- 21 gennaio - João Paulo da Silva Araújo, calciatore brasiliano
- 21 gennaio - Francesco Maria Rubano, politico italiano
- 21 gennaio - Bojan Šarčević, cestista bosniaco
- 21 gennaio - DeShawn Sims, cestista statunitense
- 21 gennaio - Pieter Timmers, ex nuotatore belga
- 21 gennaio - Nemanja Tomić, ex calciatore serbo
- 21 gennaio - Ben Turner, ex calciatore inglese
- 21 gennaio - Valérie Tétreault, ex tennista canadese
- 21 gennaio - Lisván Valdés, cestista cubano
- 21 gennaio - Wu Hanxiong, schermidore cinese
- 22 gennaio - Ivan Baraban, calciatore croato
- 22 gennaio - Alberto Frison, ex calciatore italiano
- 22 gennaio - Jens Hegeler, ex calciatore tedesco
- 22 gennaio - Mizuho Ishida, pallavolista giapponese
- 22 gennaio - Isabel Kerschowski, ex calciatrice tedesca
- 22 gennaio - Errick McCollum, cestista statunitense
- 22 gennaio - Asefa Mengstu, maratoneta etiope
- 22 gennaio - Sinéad Mulvey, cantante irlandese
- 22 gennaio - Greg Oden, ex cestista statunitense
- 22 gennaio - Francesco Renzetti, calciatore italiano
- 22 gennaio - Vincent Rüfli, calciatore svizzero
- 22 gennaio - Łukasz Rutkowski, ex saltatore con gli sci polacco
- 22 gennaio - Marcel Schmelzer, allenatore di calcio e ex calciatore tedesco
- 22 gennaio - Xavier Silas, ex cestista e allenatore di pallacanestro statunitense
- 22 gennaio - Christian Strohdiek, ex calciatore tedesco
- 22 gennaio - Joeri Verlinden, nuotatore olandese
- 23 gennaio - Kamil Biliński, calciatore polacco
- 23 gennaio - Gavin Brennan, calciatore irlandese
- 23 gennaio - T.J. Campbell, cestista statunitense
- 23 gennaio - Fulganco Cardozo, calciatore indiano
- 23 gennaio - Jonathan Copete, calciatore colombiano
- 23 gennaio - Alexandru Dandea, calciatore rumeno
- 23 gennaio - Nick Fairley, giocatore di football americano statunitense
- 23 gennaio - Daniel Ilabaca, sportivo inglese
- 23 gennaio - Mitchell Poletti, cestista italiano
- 23 gennaio - Anvar Rajabov, ex calciatore uzbeko
- 23 gennaio - Marko Šimić, calciatore croato
- 23 gennaio - Nikola Žižić, ex calciatore croato
- 23 gennaio - Pio, calciatore brasiliano
- 24 gennaio - Fababy, rapper francese
- 24 gennaio - Al Bangura, ex calciatore sierraleonese
- 24 gennaio - Ștefan Bărboianu, calciatore rumeno
- 24 gennaio - John-John Dohmen, hockeista su prato belga
- 24 gennaio - Jade Ewen, cantante e attrice britannica
- 24 gennaio - Yamaguchi Falcão Florentino, pugile brasiliano
- 24 gennaio - Niccolò Figari, pallanuotista italiano
- 24 gennaio - Selina Jörg, ex snowboarder tedesca
- 24 gennaio - Rosa Lindstedt, hockeista su ghiaccio finlandese
- 24 gennaio - Andrij Mostovyj, calciatore ucraino
- 24 gennaio - Dorlan Pabón, calciatore colombiano
- 24 gennaio - Jonathan Phillippe, ex calciatore argentino
- 24 gennaio - Mitchell Schet, ex calciatore olandese
- 24 gennaio - Aleksandar Stanković, giocatore di football americano serbo
- 24 gennaio - DaJuan Summers, cestista statunitense
- 25 gennaio - Diego Arismendi, calciatore uruguaiano
- 25 gennaio - Luca Beccaro, pallavolista italiano
- 25 gennaio - Da'Sean Butler, ex cestista e allenatore di pallacanestro statunitense
- 25 gennaio - Kirill Denisov, judoka russo
- 25 gennaio - Tina Dietze, canoista tedesca
- 25 gennaio - Johan Gastien, calciatore francese
- 25 gennaio - Tatiana Golovin, ex tennista francese
- 25 gennaio - Bradley Grobler, calciatore sudafricano
- 25 gennaio - Adam Hammill, ex calciatore inglese
- 25 gennaio - Pænda, cantante austriaca
- 25 gennaio - Aurora Jolie, attrice pornografica statunitense
- 25 gennaio - Aydın Karabulut, ex calciatore turco
- 25 gennaio - Natalia Madaj, canottiera polacca
- 25 gennaio - Alan Power, calciatore irlandese
- 25 gennaio - Ida Sargent, ex fondista statunitense
- 25 gennaio - Andrea Secchiero, triatleta italiano
- 25 gennaio - Luigi Sergio, cestista italiano
- 25 gennaio - Danny Williams, ex calciatore inglese
- 26 gennaio - Ruslan Albegov, sollevatore russo
- 26 gennaio - Błażej Augustyn, calciatore polacco
- 26 gennaio - Dan Bailey, giocatore di football americano statunitense
- 26 gennaio - Dimitrios Chondrokoukis, altista greco
- 26 gennaio - Ashley Engle, pallavolista statunitense
- 26 gennaio - Elías Ricardo Figueroa, ex calciatore uruguaiano
- 26 gennaio - Gary Hooper, calciatore inglese
- 26 gennaio - KC Rebell, rapper tedesco
- 26 gennaio - Tokimonsta, disc jockey e produttrice discografica statunitense
- 26 gennaio - Davide Michielli, giocatore di curling italiano
- 26 gennaio - Philipp Pircher, ex hockeista su ghiaccio italiano
- 26 gennaio - Omar Ramos, calciatore spagnolo
- 26 gennaio - Mia Rose, cantautrice e youtuber britannica
- 26 gennaio - Aleksej Rybin, ex calciatore russo
- 26 gennaio - Jefferson Gomes de Oliveira, calciatore brasiliano
- 26 gennaio - Ewelina Sieczka, pallavolista polacca
- 26 gennaio - Luca Siligardi, calciatore italiano
- 27 gennaio - Alice Burdeu, modella australiana
- 27 gennaio - Fredric Fendrich, ex calciatore svedese
- 27 gennaio - Christoffer Karlsson, ex calciatore svedese
- 27 gennaio - Kerlon, ex calciatore brasiliano
- 27 gennaio - Liu Wen, supermodella cinese
- 27 gennaio - Kaylee Manns, pallavolista statunitense
- 27 gennaio - Kamil Pietras, ex cestista polacco
- 27 gennaio - Maja Vtič, saltatrice con gli sci slovena
- 27 gennaio - Charles Zoryez, ex calciatore uruguaiano
- 28 gennaio - Liannet Borrego, attrice cubana
- 28 gennaio - Francesca Clapcich, velista italiana
- 28 gennaio - AKA, rapper e cantante sudafricano († 2023)
- 28 gennaio - Geir André Herrem, calciatore norvegese
- 28 gennaio - Alexandra Krosney, attrice statunitense
- 28 gennaio - Camille Lepage, fotoreporter francese († 2014)
- 28 gennaio - Adriano Malori, ex ciclista su strada e pistard italiano
- 28 gennaio - Babacar Ndiour, calciatore senegalese
- 28 gennaio - Dorjnyambuugiin Otgondalai, pugile mongolo
- 28 gennaio - Sanada, wrestler giapponese
- 28 gennaio - Yuri Sardarov, attore statunitense
- 28 gennaio - Bjorn Selander, ex ciclista su strada e ciclocrossista statunitense
- 28 gennaio - Marcus Simmons, ex cestista statunitense
- 29 gennaio - Ahmed Al-Fraidi, calciatore saudita
- 29 gennaio - Eleonora Ambrosi, scacchista italiana
- 29 gennaio - Jake Auchincloss, politico statunitense
- 29 gennaio - Denys Bojko, calciatore ucraino
- 29 gennaio - Tat'jana Černova, multiplista russa
- 29 gennaio - Halil Çolak, calciatore turco
- 29 gennaio - Ramadan Darwish, judoka egiziano
- 29 gennaio - Marie-Laure Delie, ex calciatrice francese
- 29 gennaio - Raffaella Fico, showgirl, modella e attrice italiana
- 29 gennaio - Owen Garvan, ex calciatore irlandese
- 29 gennaio - Josip Iličić, calciatore bosniaco
- 29 gennaio - Jessica Iskandar, attrice indonesiana
- 29 gennaio - Shay Logan, ex calciatore inglese
- 29 gennaio - Ivan Nedeljković, ex giocatore di football americano e allenatore di football americano serbo
- 29 gennaio - Gervasio Núñez, calciatore argentino
- 29 gennaio - Johny Placide, calciatore francese
- 29 gennaio - Donata Rimšaitė, pentatleta lituana
- 29 gennaio - Vinícius Silva Lopes Souto, calciatore brasiliano
- 29 gennaio - Aydın Yılmaz, ex calciatore turco
- 30 gennaio - Patricio Araujo, ex calciatore messicano
- 30 gennaio - Keshia Baker, velocista statunitense
- 30 gennaio - Achtam Chamrokulov, ex calciatore tagiko
- 30 gennaio - Cătălin Doman, calciatore rumeno
- 30 gennaio - Ildar Hafizov, lottatore uzbeko
- 30 gennaio - Sanat Jumaxanov, calciatore kazako
- 30 gennaio - Lance Kendricks, giocatore di football americano statunitense
- 30 gennaio - Miguel Martínez, cestista libanese
- 30 gennaio - Yéssica Mounton, modella colombiana
- 30 gennaio - Ramūnas Navardauskas, ciclista su strada lituano
- 30 gennaio - Hudson Rodrigues dos Santos, ex calciatore brasiliano
- 30 gennaio - José Manuel Rueda, calciatore spagnolo
- 30 gennaio - Jaŭhen Savasc'janaŭ, calciatore bielorusso
- 30 gennaio - Léo, calciatore brasiliano
- 30 gennaio - Martyna Synoradzka, schermitrice polacca
- 31 gennaio - Jóhan Troest Davidsen, ex calciatore faroese
- 31 gennaio - Ivan Demetz, ex hockeista su ghiaccio italiano
- 31 gennaio - Silvia Marziali, arbitro di pallacanestro italiano
- 31 gennaio - Chiró N'Toko, ex calciatore congolese (Repubblica Democratica del Congo)
- 31 gennaio - Silvia Motta, ex pallanuotista italiana
- 31 gennaio - Nemani Nadolo, rugbista a 15 figiano
- 31 gennaio - Gregory Nelson, ex calciatore olandese
- 31 gennaio - Brett Pitman, calciatore inglese
- 31 gennaio - Mario Risso, calciatore uruguaiano
- 31 gennaio - Line Røddik Hansen, calciatrice danese
- 31 gennaio - Sidney Sam, ex calciatore tedesco
- 31 gennaio - Robert Seifert, ex pattinatore di short track tedesco
- 31 gennaio - Taijo Teniste, calciatore estone
- 31 gennaio - Zhou Lüxin, tuffatore cinese